# Тойгер
Тойгер — порода кішок, яка виведена у 1990-х роках у США.

## Назва
Назва породи походить від поєднання двох англійських слів: «toy» — іграшка і «tiger» — тигр.

## Історія
Тойгери виведені на початку 90-х американкою Джуді Сагден, яка поставила за мету вивести породу кішок, схожих на мініатюрних тигрів. Для цього вона схрестила бенгальську кішку з котом незвичайного тигрового забарвлення, привезеним з Індії. В результаті багаторічної копіткої селекції на світ з'явилися тойгери сталого тигрячого забарвлення. У 1993 році була визнана TICA в статусі «для реєстрації», у 2000 році отримала статус нової породи, а у 2007 — повні виставкові права.

## Опис
Стандарт породи описує забарвлення кішки як чіткі темні смуги на коричневому тлі на спині, животі, грудях, ногах і хвості. Смуги на корпусі повинні бути вертикальними, поздовжні смуги заборонені. Хутро має бути плюшевим, бажані баки по сторонах морди. Вуха закруглені, очі невеликі й злегка прикриті віями.